# Seis sombreros para pensar

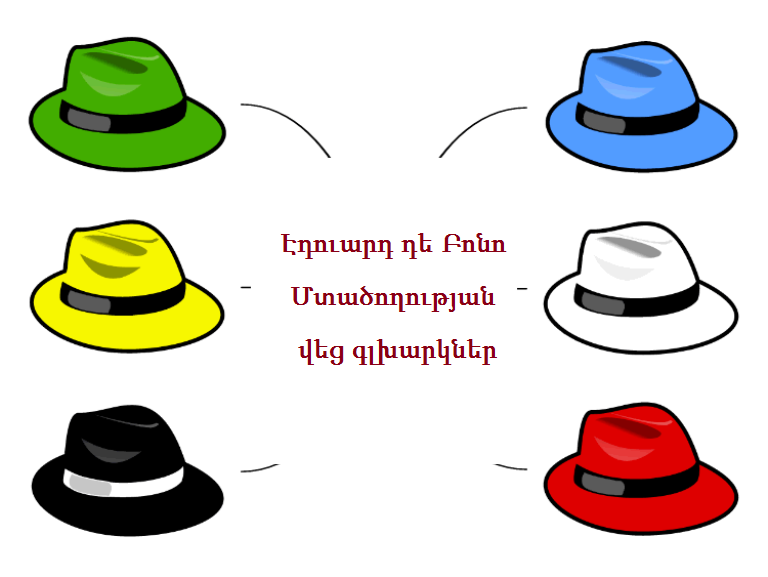
Seis sombreros para pensar libro de Edward De Bono

Seis sombreros para pensar (en inglés Six Thinking Hats) es un libro de Edward De Bono (médico, pensador y divulgador nacido en Malta británica), en el que se expone una metodología para discusiones y toma de decisiones en grupo, conocida como método de los seis sombreros para pensar, de los seis sombreros de Bono, o simplemente de los seis sombreros. La herramienta, combinada con el pensamiento lateral al que es asociada, provee de unas materias a los grupos para pensar juntos más efectivamente, y materias para planear procesos de pensamiento de un modo detallado y cohesivo de una manera diferente. 
El método ha encontrado amplios modos de empleo en el sector británico de la innovación, es ofrecido por numerosas consultorías y se ha anexado al servicio civil británico.
Michael Hewitt-Gleeson afirma que el método fue desarrollado inicialmente durante una sesión de lluvia de ideas que tuvo lugar con él, Edward de Bono y Eric Bienstock en 1983.
El proceso de toma de decisiones es una actividad cerebral muy compleja en la que se mezclan emociones,  sentimientos y la ponderación de alternativas, ventajas e inconvenientes. El método de los seis sombreros intenta simular lo que ocurre en la mente humana adoptando el símil de un sombrero, ese objeto que una persona puede ponerse o quitarse a voluntad.
Cada uno de los seis sombreros es de un color diferente, lo que simboliza las diferentes formas en las que se puede observar la realidad. Cuando haya que adoptar una decisión, ya sea de manera individual o como grupo, Edward de Bono propone colocarse de forma secuencial un sombrero de cada color en la cabeza y expresar una opinión sobre el tema tratado. La única restricción que existe es que esa opinión tiene que seguir las reglas que se asocian con cada color. Así por ejemplo, si estamos con el sombrero blanco, nuestro punto de vista tiene que ser lo más neutral posible, analizando las cosas con datos, hechos o cifras. Por el contrario, si utilizamos el sombrero rojo, nuestra visión puede ser más subjetiva y guiarse por las emociones, los sentimientos o las intuiciones.
La meta de este modelo es encontrar una descripción poliédrica de los problemas sin tratar de juzgar a priori lo que está bien o está mal o lo correcto o incorrecto. La idea es descubrir las diferentes facetas de la realidad, hacer visibles los aspectos que puedan permanecer ocultos y facilitar el proceso final de toma de decisiones. 
Al no buscar la polémica estéril, este método ayuda a poner de acuerdo a personas que puedan mantener puntos de vista aparentemente irreconciliables, utilizando la empatía para evitar las confrontaciones infructuosas.
•	Sombrero azul: es el que controla al resto de sombreros; controla los tiempos y el orden de los mismos.
•	Sombrero blanco: para pensar de manera más objetiva y neutral posible.
•	Sombrero rojo: para expresar nuestros sentimientos, sin necesidad de justificación.
•	Sombrero negro: para ser críticos de una manera negativa y pensar por qué algo no podría salir bien.
•	Sombrero amarillo: al contrario que el sombrero negro, con este se intenta buscar los aspectos positivos sobre un determinado aspecto.
•	Sombrero verde: abre las posibilidades creativas y está íntimamente relacionado con su idea de pensamiento lateral o divergente.

### Sombrero blanco - hechos y perspectiva objetiva información
Los participantes hacen declaraciones de hecho, incluyendo identificar información que está ausente y presentando los puntos de vista de gente que no está presente de manera factual. En muchas sesiones de pensamiento esto se hace inmediatamente después de un sombrero azul inicial, y es a menudo una acción extendida con los participantes presentando detalles sobre su organización y el trasfondo y los propósitos de la sesión de pensamiento. La información clave que representa los materiales para la sesión es presentada y discutida. Las ausencias clave de información (necesidades de información son también identificadas en este punto).
Ejemplos de declaraciones de sombrero blanco son:
Las ventas totales de este producto el año pasado fueron de x€
Nuestros datos de ventas es de hace dos años
el número de personas ancianas en Europa está creciendo

Ejemplos de la referencia anterior son:
- Las estudiantes están hablando cuando la profesora está hablando.
- Hay ruido, luego otros estudiantes están distraídos y no pueden oír a la profesora.
- Las estudiantes no saben qué hay que hacer una vez que se han dado las instrucciones.
- Muchos estudiantes están distraídos y esto puede resultar en fallos al completar el trabajo.
- Las estudiantes no están entendiendo la charla focalizada debido a falta de concentración.
- Lo que pasa es que la verdad no se que está pasando aquí.

### Sombrero rojo - emociones
Los que participan plantean sus emociones eso es, ejercitando sus instintos viscerales. En muchos casos este es un método para recolectar ideas -No es una cuestión de grabar declaraciones, pero preferible a tener a todo el mundo identificando sus dos o tres mejores opciones de una lista de ideas identificadas bajo otro sombrero. Esto se hace para ayudar a reducir listas de muchas opciones en unas pocas para focalizar, dejando a cada participante votar por las que prefiera. Se aplica más rápidamente que los otros sombreros para asegurarse de que es una reacción visceral lo que se recoge.
Por ejemplo, imaginemos que un grupo de ustedes está planeando un almuerzo campestre. Bajo un sombrero blanco se han identificado todos los objetos que hay disponibles para llevar. Estos son:
Cubertería, platos, bocadillos, zumo, te, café, cerveza, patatas fritas, pepinillos, ensalada, tortilla de patatas
estos están escritos en un papel, cada persona por turnos coloca tres votos marcando una X al lado de estos objetos y pueden concentrar o dispersar los votos como deseen. El resultado puede ser:
Cubertería, platos X, bocadillos XX, zumo X, te XXX, café, cerveza, patatas fritas XX, pepinillos, ensalada, tortilla de patatas X
lo que demostraría un deseo mayoritario de te, bocadillos y patatas fritas como las áreas clave o focos del almuerzo
Este método crea un evidente ejemplo visual que genera rápidos aunque incompletos acuerdos acerca de un tema.
Las notas post-it son una gran alternativa al lápiz cuando grupos muy grandes tienen que votar sobre una materia de este modo.
El método alternativo es recoger las reacciones viscerales o sentimientos de uno sobre una materia de discusión. -Eso es más común cuando se trata de usar los sombreros para revisar progresos personales o tratar con materias con un alto contenido emocional relevante en la discusión. Las declaraciones podrían ser:
Lo odio, lo amo, estoy curioso, estoy cauteloso, siento que se acaba, me enfada...
Ejemplos de la referencia anterior son:
- La profesora se siente ofendida.
- Los estudiantes se sienten frustrados porque no pueden escuchar directrices.
- Los que hablan disfrutan bromeando y siendo escuchados.
- Esto representa pensamiento emocional de una persona.

### Sombrero negro - juicio negativo (constructivo)(A)
Los participantes identifican barreras, peligro, riesgos y otras connotaciones negativas. Esto es el pensamiento crítico, buscar los problemas y desacuerdos. Este sombrero suele usarse de forma muy natural por la gente, la cosa es que se tiende a usar cuando no se ha requerido y cuando no es apropiado, parando esto la fluidez de otros. Prevenir el uso inapropiado del sombrero negro es un obstáculo común y un paso vital para el pensamiento grupal objetivo. La otra dificultad que se encara con este sombrero es que alguna gente comienza por buscar las soluciones a los problemas -comienzan a practicar pensamiento "verde" en "negro" antes de que se requiera.

Es importante tener presente que la intención del sombrero negro es de crítica constructiva. Aquel que te señala por qué algo no funcionará. No persigue el diálogo de enfrentamiento, sino conciliativo.
Ejemplos de frases "negras": no seremos capaces de hacerlo con nuestros actuales métodos, será demasiado caro de este modo, hay mucha oposición política a esta vía, el sistema es ineficiente energéticamente.
Frases acerca del ejemplo citado:
- Se malgasta el tiempo.
- El aprendizaje se ve comprometido.
- Los que hablan sienten que los oyentes del sombrero negro no los respetan y no quieren oír lo que están diciendo.
- La fluidez de la discusión es escasa.

### Sombrero amarillo - juicio positivo
Los participantes identifican beneficios asociados a una idea o materia. Esto es el opuesto al pensamiento de sombrero negro y busca las razones en favor de algo. Esto sigue siendo materia de juicio -es un proceso analítico, no sólo optimismo ciego. Uno está buscando crear argumentos justificados a favor. Se encapsula en la idea de "positivo indeciso" (donde el sombrero negro debería ser escéptico - "negativo indeciso")
Ejemplos de declaraciones de sombrero amarillo: Puede ser útil al mercado, reduciría el impacto medioambiental de nuestras actividades, esta vía haría nuestras operaciones más eficientes, es la opción más fácil de realizar.

### Sombrero verde - alternativas y creatividad
Este es el sombrero de generar nuevos pensamientos. Se basa en la idea de provocación y pensar en beneficio de identificar nuevas posibilidades. Las cosas se dicen sobre la base de ver lo que significan más que para formar un juicio. Esto a menudo se lleva a cabo desde las declaraciones del sombrero negro para identificar cómo pasar las barreras o fallos (pensamiento verde en blanco). Como el pensamiento de sombrero verde cubre el espectro completo de la creatividad, el pensamiento de sombrero verde puede tomar muchas formas
Ejemplos de declaraciones de sombrero verde:
¿Qué hay si lo distribuimos gratuitamente?, ¿podríamos intentarlo usando la tecnología X?, si extendemos el curso medio día podría ayudar a la gente a comprender, ¿Cómo vería alguien de la profesión X esto?, ¡Loro! (el pensamiento de sombrero verde puede incluir estímulos basados en palabras aleatorias)
Declaraciones del ejemplo anterior son:
- La profesora debería prestar más atención al tiempo que gasta hablando.
- La profesora debería incorporar interactividad de más estudiantes aparte de los 'chicos listos'.
- Los estudiantes deberían resistir el impulso de decir lo que sea que esté en sus cabezas. Deberían pensar acerca de la pertinencia de lo que digan con el asunto a tratar.
- Los estudiantes deberían tener en cuenta cuando sus comentarios interfieren con el aprendizaje de otra gente.
- Los estudiantes deberían pensar en otros modos de comunicación aparte de hablar en clase, por ejemplo, hablar por jabber.
- Los estudiantes deberían ser capaces de desarrollar ideas como resultado de ser creativos en clase.

los sombreros salen chafas, mejor comprarse gorras de marcas no corrientes
Este es el sombrero en el cual todos los participantes discuten el proceso de pensamiento. El moderador debería generalmente llevarlo y además cada miembro del grupo usarlo de vez en cuando para pensar acerca del trabajo conjunto. Este sombrero se utiliza al principio y el fin de cada sesión de pensamiento, sitúa objetivos, define la ruta para llevarlos a cabo y evalúa lo que se tiene y hacia dónde se dirige. Tener un moderador manteniendo este rol durante el proceso ayuda a asegurar que el grupo permanezca enfocado a su labor y mejora las oportunidades de alcanzar los objetivos

Ejemplos de sentencias de sombrero azul son:

seguiremos este programa de pensamiento al empezar el día; ok, hora de movernos a pensamiento de sombrero amarillo; alto -estamos llevando esto a un debate, hagamos algo de sombrero negro y veamos todas las opciones juntas primero; pienso que tenemos que revisitar nuestros objetivos, no estoy seguro que sean correctos a la luz de nuestro trabajo hasta ahora.
Declaraciones del ejemplo citado son:
- La profesora aprende que tiene que monitorizar el tiempo que pasa hablando durante la clase
- La profesora tiene que reconocer que algunos estudiantes necesitan tiempo antes de responder. Dejando a estos estudiantes tiempo para computar soluciones, promueve una participación más amplia e incremento en el aprendizaje.
- Los estudiantes se dan cuenta de que su charla hace a la oradora sentirse no apreciada y faltada al respeto.
- Los estudiantes se dan cuenta de que sus comentarios están obstaculizando el aprendizaje de otros individuos.
- Los estudiantes se dan cuenta de que hablando a destiempo demuestran falta de autodisciplina y que no todos los comentarios se deben compartir.

## Método de aplicación
Aunque las ideas de los sombreros por sí mismas proporcionan beneficios significativos, hay más en el método de los seis sombreros si se aplican dentro de los sistemas de pensamiento de De Bono y si se entrenan bajo estos postulados extraños. En particular, el intervalo en el cual se usan los sombreros son altamente relevantes. 
En el uso típico un proyecto comenzaría con una acción extendida de sombrero blanco, para que todo el mundo se ponga en "la misma página" creando una visión compartida de la materia a tratar. Después, cada sombrero es usado solo por unos pocos minutos, excepto el sombrero rojo, que está limitado a treinta segundos para asegurarse de que la reacción es realmente instintiva, más que una forma de juicio. Este intervalo se cree que tiene un impacto positivo en el proceso de pensamiento, de acuerdo con las teorías de Malcolm Gladwell en su libro Blink.
Esto asegura que los grupos piensan juntos de manera enfocada, permaneciendo en su labor, lo que también asegura que focalizan sus esfuerzos en los elementos más importantes de la materia a tratar. De todos modos, esto también tiene el potencial de crear conflicto si no se modera bien, porque la gente puede sentirse "enrailada". Para evitar esto es importante denotar cuando hay alguna diferencia significativa de opinión en el proceso de pensamiento o respecto al área que se debería enfocar.

## Séptimo sombrero
En la versión de este sistema adoptada por la School of Thinking hay un séptimo sombrero, rosa y verde con topos azules, que permite la aplicación de la experiencia - preguntando a uno mismo: ¿Qué ha ocurrido? ¿Qué hemos hecho antes que sea como esto? ¿Qué experiencias similares hemos tenido y qué lecciones de ellas podemos aplicar? Esto no está documentado en las publicaciones de De Bono, ni en los primeros artículos presentados por la SOT en su página web. El momento del origen de la idea del séptimo sombrero permanece poco claro.

## Resumen
Usando varias vías de acercamiento al proceso de pensamiento y resolución de problemas, la materia a tratar se visualiza desde una variedad de ángulos, sirviendo esto a los intereses de todos los individuos a los que concierne. Los sombreros pensantes son útiles para estudiantes porque ilustran la necesidad de los individuos de visualizar desde ángulos variados. También ayuda a los estudiantes permitiendo al individuo a reconocer deficiencias en el modo en el que él se acerca al problema, permitiendo rectificar esto.
De Bono creía que la clave para un uso exitoso de la metodología de los seis sombreros era la focalización deliberada de la discusión en una vía particular si se necesita durante la reunión o la sesión colaborativa. Por ejemplo, una reunión puede ser convocada para revisar un problema particular y para desarrollar una solución para el problema. El método de los seis sombreros puede ser usado en secuencia para, primero de todo, explorar el problema, después desarrollar un cuerpo de soluciones y finalmente seleccionar de este cuerpo una solución a través del análisis crítico del mismo.